# Donjon de Villeret
Pour les articles homonymes, voir Villeret.

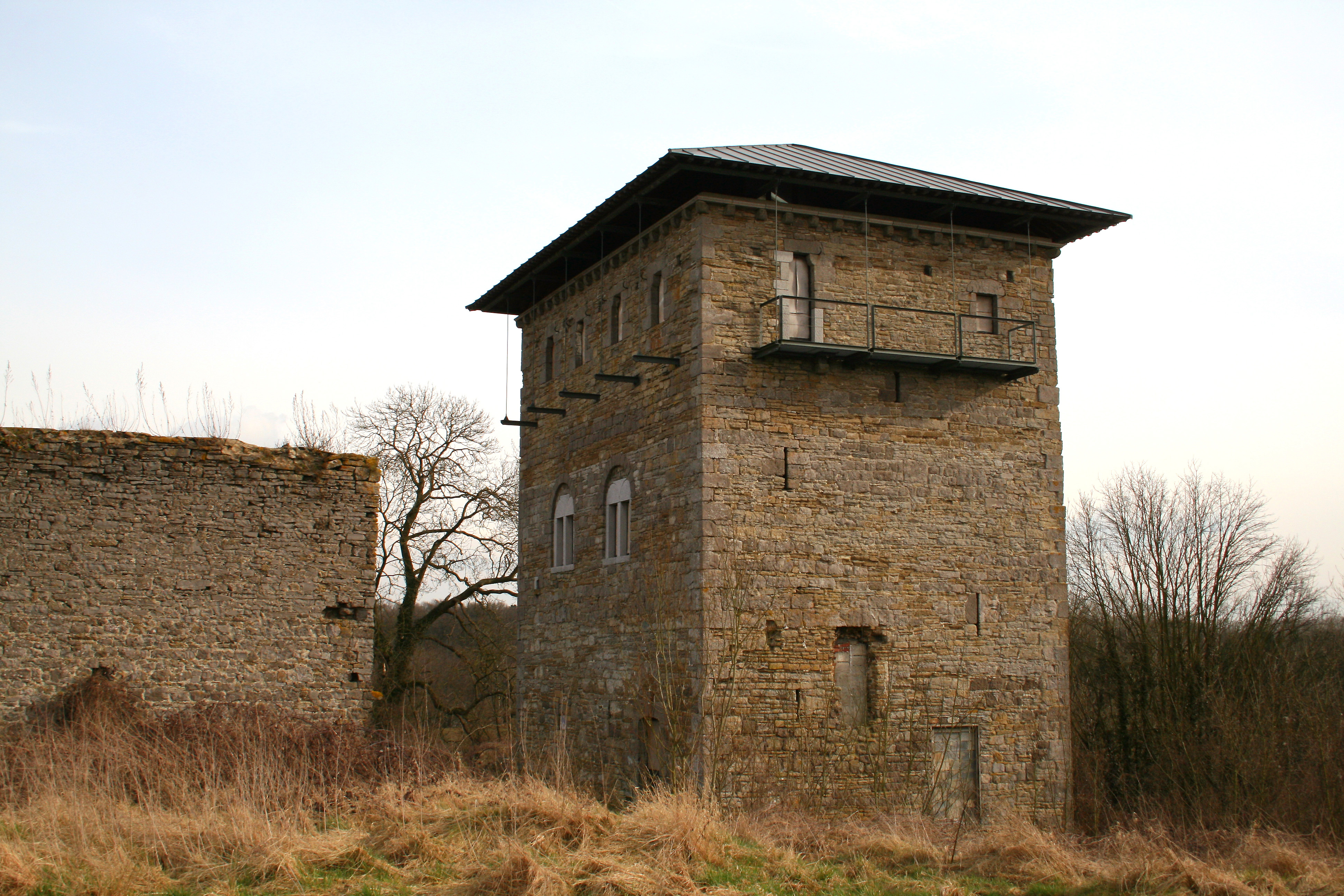
Le donjon de Villeret à Saint-Martin (Belgique).

Le donjon de Villeret est une ancienne tour fortifiée du XIIIe siècle, situé en bordure de la Ligne, dans le hameau belge de Villeret, au nord-est du village de Saint-Martin (commune de Jemeppe-sur-Sambre, province de Namur) ; cet ancien donjon est inscrit au Patrimoine majeur de Wallonie.

## Description du site

### Vue d'ensemble
Le site est situé au bord d'un promontoire, au-dessus de la Ligne et de son affluent, le Ri de Saint-Pierre. Le plateau sur lequel il est situé est ouvert est-nord, vers Bothey, et domine la vallée de 25 mètres. L'ensemble se compose actuellement du donjon et de quelques murs, vestiges des constructions périphériques.
Le donjon occupe l'angle sud-ouest de l'ensemble. Il est prolongé à l'est par les vestiges de bâtiments bas dont on voit encore le plan. Au nord de l'ensemble, de hauts murs marquent la limite du complexe.

### Description
Le donjon compte quatre niveaux : des caves, un rez-de-chaussée et deux étages.
- Les caves sont voûtées et comptent trois espaces distincts ;
- le rez-de-chaussée compte une seule ouverture importante : la porte sur la face nord ; les seules autres ouvertures sont des deux meurtrières sur chaque grand côté et une autre sur chaque petit côté ; à l'intérieur, on remarque une ancienne cheminée ; l'accès au premier étage se fait par un escalier caché le long de la face ouest ;
- au premier étage, des ouvertures plus grandes dans les murs indiquent que son espace était lieu d'habitation et d'agrément ;
- le second étage affiche une vocation défensive, avec des ouvertures de taille moyenne ; des encoches sur les quatre faces suggèrent la présence ancienne d'un hourd.

### Les environs immédiats
À l'ouest du donjon, une vaste dépression, masquée par la végétation, marque l'emplacement d'une ancienne carrière. Une grotte artificielle s'ouvre au pied de la falaise orientale. Au sud-est du donjon se trouve la ferme de Basse-Villeret, qui faisait partie du domaine.

## Histoire
La toute première mention de Villeret se trouve dans un texte daté des environs de 1218. Ce texte est un accord signé entre les abbayes de Floreffe et de Villers, sur les limites respectives de leurs domaines. Villers doit alors abandonner ses dépendances de Villeret, trop proches de celles de l'abbaye de Floreffe. L'abandon de ces installations aurait rendu les terres inutiles. L'abbé de Villers les auraient alors vendues, ce qui aurait permis l'érection du domaine par l'agrandissement d'un fief déjà existant.
Le premier seigneur de Villeret est mentionné dans un accord de vente daté du 30 septembre 1247. Parmi les garants de l'acte se trouve un monsegnor Ybiert de Villerech. Il est également nommé Ebers de Vilereit dans un acte du 6 novembre 1249 puis dans d'autres écrits jusqu'en 1261.
Villeret est mentionnée en tant que fief dans les cens et rentes du Comté de Namur, dès 1265.
Le donjon de Villeret a été restauré en 1995-1997 par les architectes André Dupont et Jean-Louis Vanden Eynde. 